# Стадницький Тарас Ярославович
Тара́с Яросла́вович Стадни́цький (нар. 19 травня 1983, с. Боброїди, Жовківський район, Львівська область, Україна) — український комічний актор, гуморист, шоумен, телеведучий, гравець команди «V.I.P. Тернопіль» (з 2012 по теперішній час), багаторічний учасник КВК, фіналіст Вищої Української ліги КВК 2007 року, член журі численних мистецьких конкурсів та фестивалів. Виконує головну роль в телесеріалі «Танька і Володька».

## Життєпис
Т. Я. Стадницький народився 19 травня 1983 року на хуторі Лозова, що знаходиться за 7 кілометрів від с. Боброїди, Жовківського району, Львівської області. Батько Тараса працював водієм, а мама швачкою. Має двох братів — Романа та Василя. Т. Стадницький закінчив із золотою медаллю Бишківську ЗОШ. Після цього він вступив на факультет прикладної математики та інформатики Львівського університету імені Івана Франка і закінчив його з червоним дипломом. Впродовж шести років працював у видавництві ТзОВ "Видавництво «ПАІС».

Одружений. Дружина — Ірина. Мають дві доньки — Олесю і Любу. Проживають у Львові.

## Творча діяльність
Починаючи з 2002 року Т. Я. Стадницький — активний учасник КВК. Першим спробою участі в КВК була «Університетська осінь» в університеті ім. І. Я. Франка. В 2004 році почав виступати за львівську команду «Набла». З 2012 — учасник «Першої сільської збірної». Працював також у різний час у складі команд «Хлопці з Інтернету» та «Модель». Впродовж роботи з різними командами брав участь у різних лігах КВК: Асоціація КВК України, Володимир-Волинська ліга КВК, Вища українська ліга, Галицька ліга КВК, Дніпровська ліга КВК, Західноукраїнська ліга КВК, Ліга КВК Європа, Ліга КВК Волинь, Ліга КВК Торнадо, Слобожанська ліга КВК, Прем'єр-ліга КВК, Ліга сміху.

## Інтервʼю
Ярмошевич Андрій Інтервʼю з Стадницьким
https://www.youtube.com/watch?v=CgcCUZ0DiXQ&ab_channel=ДВАОЛЕГИІОЛЕГ

## Фільмографія
- «Танька і Володька» — Володька
- «Га-Гламур!» («Чисто News») — Володька
- «Країна У» — Володька
- «Казки У» — Чахлик Невмирущий
- «Готель Галіція» — привид першого власника «Галіції»
- «Ліга сміху» учасник, тренер на Літньому кубку 2018

## Нагороди і перемоги
- Віце-чемпіон Вищої української ліги (у складі команди «Набла»)
- Учасник Прем'єр-ліги (у складі команди «Набла»)
- Пентакампеон Галицької ліги КВК (у складі команди «Набла»)
- Чемпіон Володимир-Волинської ліги КВК (у складі команди «Першої сільської збірної»)